# Zandana-barlang

A Zandana-barlang (bolgárul: Зандана) vagy más néven Biszerna-barlang (bolgárul: Бисерна) Bulgáriában található, a Bolgár-táblán, Sumen város közelében. A barlang bejárata 404 méteres tengerszínt feletti magasságban nyílik, ismert hossza 2716 méter, a színtkülönbség 29 méter. Első említése Jean-Denis Barbié du Bocage francia geográfus 1828-ban megjelent írásához köthető. A barlang valódi, tudományos vizsgálata és térképezése 1968-ban kezdődött. Az 1970-es és 1980-as években építkezések folytak a Zandana-barlangban, megnyitására azonban soha nem került sor. Sumen város ivóvízellátását 1987-től ez a barlang biztosítja, ezért a barlangot lezárták, senki nem látogathatja. A járatrendszer kétemeletes, az alsó szinten folyik a barlangi patak, ennek átlagos közepes vízhozama 8 l/s, a víz hőmérséklete 6,6-11 Celsius-fok. A két egymás feletti folyosót számos kürtő köti össze. A barlang legszebb része a Nagy-terem, itt több ezer kisebb cseppkőképződmény található. A járatokban a levegő hőmérséklete 9-13 Celsius-fok. 

## Fordítás
- Ez a szócikk részben vagy egészben  a(z)   Зандана című bolgár Wikipédia-szócikk fordításán alapul.  Az eredeti cikk szerkesztőit annak laptörténete sorolja fel. Ez a jelzés csupán a megfogalmazás eredetét és a szerzői jogokat jelzi, nem szolgál a cikkben szereplő információk forrásmegjelöléseként.